# Петер Мокаба (стадион)
Петер Мокаба е стадион в град Полокване, Република Южна Африка, използван за Мондиал 2010. Има капацитет от 41 733 места. Намира се на 5 километра от центъра на града.
Стадионът е сред 5-те нови, построени специално за Мондиал 2010. Използван е често за тренировки и мачове. Затова естествената трева е подсилена с изкуствени влакна, което е по-стабилно покритие:Десо Грасмастър.

## Мондиал 2010
Стадионът приема четири мача от груповата фаза на турнира.
| Дата        | Час (UTC+2) | Отбор #1 | Рез. | Отбор #2      | Фаза    | Публика |
| ----------- | ----------- | -------- | ---- | ------------- | ------- | ------- |
| 13 юни 2010 | 13.30       | Алжир    | 0–1  | Словения      | Група C | 30 325  |
| 17 юни 2010 | 20.30       | Франция  | 0–2  | Мексико       | Група A | 35 370  |
| 22 юни 2010 | 20.30       | Гърция   | 0–2  | Аржентина     | Група B | 38 891  |
| 24 юни 2010 | 16.00       | Парагвай | 0–0  | Нова Зеландия | Група F | 34 850  |